# OpenStreetMap

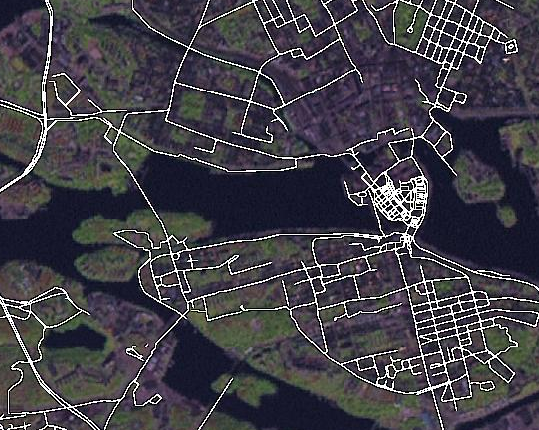
Gatunätet i Stockholms innerstad enligt OpenStreetMap, maj 2006. Vid den tidpunkten bestod kartan enbart av vita linjer som representerade gator och vägar, utan att skilja på typen.

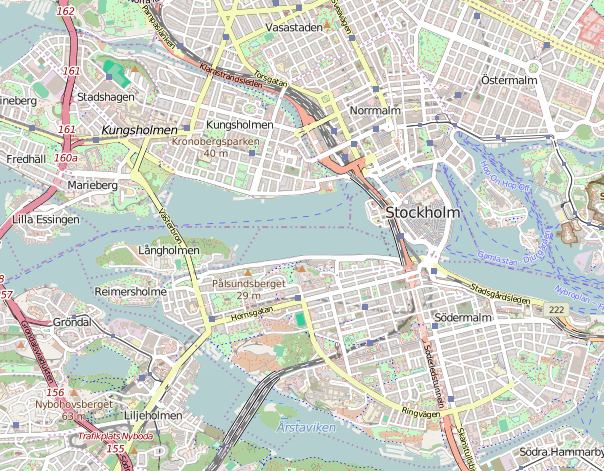
År 2015 är kartan över Stockholm mer detaljerad, med olika sorters gator och andra objekt inritade.

OpenStreetMap (OSM, engelska för öppen vägkarta), är ett ideellt projekt för framtagning av geografisk information. Datan kan sedan användas för att skapa vägkartor, kartor för geocaching,  kartor över sevärdheter i en viss ort eller andra ändamål, både ideellt och kommersiellt.

## Bakgrund
Projektet grundades i juli 2004 av programmeraren Steve Coast i London, för att åtgärda en dåvarande brist på lättillgängliga digitala kartor över vägar i Storbritannien. Dåvarande kartor ansågs ha en alltför strikt upphovsrätt och hög kostnad för användning, vilket gjorde att de inte kunde användas som Coast önskade. Projektets uppbyggnad inspirerades av Wikipedia, i den bemärkelse att vem som helst kan redigera innehållet i OpenStreetMap och datan publiceras under en fri licens.

## Insamling av data
Datan i OpenStreetMap kommer från ett flertal olika källor.
- Användare som fysiskt besöker platser och kartlägger dessa för projektet. Ofta sker detta med hjälp av spårloggar från medtagna GPS-mottagare, för att avgöra exempelvis hur en väg bör kartläggas.[6][7]
- Användare som utgår från fria satellitbilder för att avgöra position och utseende på exempelvis byggnader, vägar och floder.[9][10]
- Genom import av geografisk information som finns tillgänglig under en kompatibel licens. Bland annat importerades TIGER-kartorna från United States Census Bureau till OpenStreetMap år 2008.[11]

## Projektets webbplats
Steve Coast utvecklade programvara för en webbplats dit spårloggar kan laddas upp och renritas till vägkartor. Alla som bidrar till projektet får godkänna att resultatet sprids fritt enligt en standardlicens från Open Database License. På webbplatsen visas en karta som kan panoreras och zoomas och den som registrerar sig (kostnadsfritt) och loggar in kan också klicka "edit" för att redigera kartan, nästan som en wiki-webbplats. Genom att webbplatsen och den centrala databasen också har ett API baserat på XML-RPC, finns dessutom flera andra redigeringsverktyg att välja bland.

## OpenStreetMap Foundation
Stiftelsen OpenStreetMap Foundation bildades i England och Wales år 2006 med målet att stödja OpenStreetMap-projektet. Siftelsen anordnar bland annat den årliga konferensen "State of the Map".  Sedan 2013 kan företag bli associerade medlemmar i stiftelsen, men de har inte rösträtt. År 2020 infördes ett medlemskapsprogram för aktiva bidragsgivare till OpenStreetMap, vilket ger dem rösträtt i stiftelsens val. På grund av Brexit överväger stiftelsen att flytta sitt huvudkontor tillbaka till Europeiska Unionen.